# Trans-Atlantic Exoplanet Survey
Il Trans-atlantic Exoplanet Survey (trad. lett. dall'inglese: Indagine transatlantica sugli esopianeti), a volte abbreviato in TrES, è un progetto per la ricerca di esopianeti mediante studio dei transiti svolto congiuntamente dall'osservatorio Palomar in California, dall'osservatorio Lowell in Arizona e dall'osservatorio del Teide nelle isole Canarie.
Il progetto si avvale dell'uso di tre telescopi Schmidt con lenti da 10 cm di diametro, dotati di sensori CCD e di un programma automatizzato di scansione delle immagini che utilizza il metodo del transito per l'individuazione di esoplaneti.
Il progetto è stato voluto da David Charbonneau del CfA, Timothy Brown del NCAR e Edward Dunham dell'osservatorio Lowell.

## Esopianeti scoperti
Il progetto TrES ha finora individuato 5 esopianeti, tutti tramite il metodo del transito. I primi pianeti individuati di ciascuna stella sono a volte citati in letteratura anche senza il suffisso b.
| Anno della scoperta | Pianeta | Massa (MJ) | Raggio (RJ) | Periodo orbitale (g) | Semiasse maggiore (UA) | Ecc.  | Inc.(°) | Stella          | Costell. | Ascensione retta | Declinazione | Magn. app. | Distanza (AL) | Tipo spettrale |
| ------------------- | ------- | ---------- | ----------- | -------------------- | ---------------------- | ----- | ------- | --------------- | -------- | ---------------- | ------------ | ---------- | ------------- | -------------- |
| 2004                | TrES-1b | 0,61       | 1,081       | 3,030065             | 0,0393                 | 0,135 | 88,2    | GSC 02652-01324 | Lira     | 19h 04m 09s      | +36° 37′ 57″ | 11,79      | 512           | K0V            |
| 2006                | TrES-2b | 1,199      | 1,272       | 2,47063              | 0,03556                | 0     | 83,62   | GSC 03549-02811 | Dragone  | 19h 07m 14s      | +49° 18′ 59″ | 11,41      | 750 ± 30      | G0V            |
| 2007                | TrES-3b | 1,92       | 1,295       | 1,30619              | 0,0226                 | 0     | 82,15   | GSC 03089-00929 | Ercole   | 17h 52m 07s      | +37° 32′ 46″ | 12,4       | 1300          | G              |
| 2007                | TrES-4b | 0,919      | 1,799       | 3,553945             | 0,05091                | 0     | 82,86   | GSC 02620-00648 | Ercole   | 17h 53m 13s      | +37° 12′ 42″ | 11,592     | 1400          | F8             |
| 2009                | TrES-2c | n.d.       | n.d.        | n.d.                 | n.d.                   | n.d.  | n.d.    | GSC 03549-02811 | Dragone  | 19h 07m 14s      | +49° 18′ 59″ | 11,41      | 750 ± 30      | G0V            |